# Koropi
Koropi (gr. Κορωπί) – miasto w Grecji, w administracji zdecentralizowanej Attyka, w regionie Attyka, w jednostce regionalnej Attyka Wschodnia. Siedziba gminy Kropia. W 2011 roku liczyło 19 164 mieszkańców. Leży na wschód od Aten. Ośrodek przemysłowy.